# Ксенија Пешић
Ксенија Пешић (Београд, 5. јул 1988) је српска књижевница епске и научне фантастике. Завршила је Правни факултет Универзитета у Београду, а затим Криминалистичку академију у Земуну. Добитник је награде "Борислав Пекић" за поезију. Њен роман епске фантастике Црни дијамант је преведен на енглески језик.

## Дела
- Да вам причам чуда - поезија (2001)
- Црни дијамант - роман епске фантастике (2016)[2][3]
- Ментор - роман (2018)[4][5]